# Angelo Goldstein
Angelo Goldstein (29. července 1889 Milevsko – 19. května 1947 Tel Aviv) byl sionistický aktivista, československý politik a meziválečný poslanec Národního shromáždění za Židovskou stranu.

## Biografie
Narodil se v Milevsku v tehdejším Rakousku-Uhersku (dnes Česká republika). Vystudoval práva na Univerzitě Karlově, kde se již angažoval v sionistických spolcích (studentský spolek Bar Kochba). Už v roce 1913 byl delegátem 13. světového sionistického kongresu. V roce 1918 patřil mezi členy Národní rady židovské, která sdružovala sionisticky a národně orientované Židy a byl později aktivní v Sdružených židovských stranách a Židovské straně, které se v parlamentních volbách v roce 1920 a v parlamentních volbách v roce 1925 neúspěšně pokoušely o vstup do československého parlamentu.
Kandidoval za Židovskou stranu i v dalších parlamentních volbách v roce 1929, kdy tato strana vytvořila volební koalici se stranami československé polské menšiny. Goldstein sice nebyl zvolen, ale Židovská strana do parlamentu pronikla a zasedli zde za ni dva poslanci, Julius Reisz a Ludvík Singer. Když Singer roku 1931 zemřel, nahradil ho v poslaneckém křesle právě Angelo Goldstein. Vzhledem k právnímu vzdělání navázal na Singerovu profilaci a v Národním shromáždění se zabýval převážně právními předlohami zákonů. V roce 1935 se podílel na přípravě zákona č. 52/1935 Sb. o pobytu cizinců. Téhož roku pak podporoval před nadcházejícími parlamentními volbami v roce 1935 uzavření koalice mezi Židovskou stranou a Československou sociálně demokratickou stranou dělnickou (v jejímž poslaneckém klubu už dva poslanci Židovské strany v letech 1929-1935 beztak působili jako hospitanti). Ze strany ovšem tehdy kvůli tomu odešli někteří pravicoví členové (včetně dosavadního předsedy Emila Marguliese). V rámci sionistické frakční politiky se Goldstein profiloval jako centrista a patřil do bloku Všeobecní sionisté. V parlamentních volbách Goldstein vedl kandidátku Židovské strany ve volebním kraji Praha B a byl zvolen do Národního shromáždění. Kromě něj za Židovskou stranu v parlamentu usedl i Chajim Kugel. Goldstein se v následujícím volebním období vyjadřoval v Národním shromáždění hlavně k ekonomickým otázkám nebo k problematice antisemitismu a podílel se na přijetí zákona č. 9/1937 Sb., kterým se doplňuje organizace náboženské společnosti židovské v zemích České a Moravsko-slezské. Zákon řešil otázku volebního práva do židovských náboženských obcí. Během krizových měsíců v roce 1938 Goldstein opakovaně jednal s československými politiky o aspektech národnostní politiky (například 12. července 1938 ho přijal premiér Milan Hodža). Po Mnichovské dohodě už ale v parlamentu nevystupoval (formálně zůstal nezařazeným poslancem až do zrušení parlamentu roku 1939). Roku 1939 odešel do mandátní Palestiny, kde působil jako právník. Zemřel roku 1947 v Tel Avivu.